# Me lo dijo Pérez
Me lo dijo Pérez fue un programa español de televisión emitido por la cadena Telecinco en 1999 y conducido por la compañía de teatro La Cubana.

## Formato
Combinación de comedia y programa de entrevistas, el grupo teatral La Cubana se convertía en la familia Pérez, un peculiar y extrambótico clan familiar que en cada programa recibía en su "domicilio" a un personaje famoso al que sometían a un interrogatorio muy particular.

## Artistas invitados
Entre otros, pasaron por el programa Pepe Navarro, Mojinos Escozíos, Sara Montiel, José Sacristán, Paloma San Basilio y El Gran Wyoming.

## Audiencias
- 17 de enero - 2.070.000 espectadores  (13,3% de share).
- 24 de enero - 1.300.000 espectadores  (8,9% de share).
- 31 de enero - 639.000 espectadores  (11,2% de share).
- 7 de febrero - 623.000 espectadores  (10% de share).[4]

Dados los exiguos resultados de audiencias, a partir de la tercera emisión, el 31 de enero de 1999, el programa pasó del horario Prime time a emitirse de madrugada. Una semana después se emitía el último programa. 

## Reparto
- Joan Bentallé
- Jaume Baucis
- Juanra Bonet
- José Corbacho
- David Fernández
- Josep Ferré
- Eli Iranzo
- Carmen Losa
- Filomena Martorell
- Santi Millán
- David Ramírez
- Yolanda Ramos
- Xavi Sáez
- Francesca Salas
- Neus Sanz
- Ester Soto
- Cati Solivellas
- Xavi Tena